# Juan Pío Pérez
Juan Pío Pérez Bermón fue un sabio, filólogo e investigador mayista, mexicano de origen novohispano, nacido en Mérida la de Yucatán  en 1798 y muerto en la misma ciudad en 1859, cuando ya había sido establecida la nación mexicana. Realizó extensos y profundos estudios sobre la civilización maya en la Península de Yucatán. Aparte de ser el autor del denominado Códice Pérez, documento de gran valor para la comprensión de la vida de los mayas en Yucatán, elaboró también el Diccionario de la Lengua Maya que representa, tal vez, su obra más importante. Fue alcalde de la ciudad de Mérida entre 1848 y 1853.

## Obra

### Diccionario Maya
Después de haber estudiado en el Seminario Cociliar de San Ildefonso en la ciudad de Mérida y habiendo quedado de manifiesto su interés y vocación por la filología, Juan Pío Pérez se dedicó a recopilar datos y elementos para constituir su obra más conocida e importante: el Diccionario de la Lengua Maya misma que no pudo concluir en vida. Llegó a compilar un poco más de 4000 términos mayas. El viajero y mayista John Lloyd Stephens reconociendo el enorme trabajo de Pío Pérez se llevó una copia de la obra a los Estados Unidos en donde, con la colaboración del doctor en letras Carl Hermann Berendt, concluyó la monumental tarea que, finalmente, fue publicada en 1877, casi 20 años después de la muerte de su autor original. Esta publicación fue hecha con un prólogo de don Eligio Ancona, literato yucateco e incluyó también una biografía de Juan Pío Pérez escrita por Fabián Carrillo Suaste, también yucateco.

### Códice Pérez
En su prólogo a la edición de 1949 del Códice Pérez, el escritor Antonio Mediz Bolio dice:

"La sobria figura  y la obra extraordinaria de Juan Pío Pérez, no están todavía ni suficientemente honradas, ni suficientemente conocidas. El estudio de la lengua maya le debe incalculables aportaciones y la investigación de la historia antigua de Yucatán datos fundamentales y de valor definitivo. Por su importancia, su utilidad y su autoridad sólo puede compararse el valioso legado de este insigne trabajador al de Fray Diego de Landa, a quien algunas veces acaso supera, sobre todo en lo relativo a la lingüística. Don Juan Pío es propiamente el precursor de la investigación científica de la historia, la cultura y la lengua de los mayas".

Códice Pérez es el nombre que el obispo Crescencio Carrillo y Ancona, en su estudio: Disertaciones sobre la historia de la lengua maya, dio al trabajo que realizó a principios del siglo XIX el investigador mayista Juan Pío Pérez, consistente en una serie de apuntes y copias fragmentarias de diversos libros del Chilam Balam, compiladas con el propósito de realizar los estudios cronológicos que emprendió este investigador de la cultura maya en Yucatán.
Este "Códice Pérez" contiene también un almanaque suelto de Maní y algunas otras transcripciones de diversos documentos, aparte de los libros del Chilam Balam señalados anteriormente, particularmente los libros de Ixil, de Maní y de Kaua.
Según afirma el historiador y también mayista Alfredo Barrera Vásquez:

"El nombre de Códice Pérez se presta a confusiones ya que a un fragmento de él.... se le ha llamado "Pérez Codex". El verdadero título que Juan Pío Pérez le dio es : Principales épocas de la historia antigua de Yucatán.... Además del fragmento llamado así (Pérez Codex), existe el manuscrito precortesiano "Codex Peresianus", que nada tiene que ver con Pío Pérez, ni con los libros de Chilam Balam, de un modo directo. El "Codex Peresianus" se guarda en la Biblioteca Nacional de París y es, por supuesto, jeroglífico".

### Otras obras
Pío Pérez también fue autor de la muy importante Cronología antigua yucateca, o exposición sencilla del método que usaban los antiguos habitantes de la Península de Yucatán para computar el tiempo. Esta obra fue publicada en varios lugares como el Registro Yucateco y figura también como apéndice en la obra de John Lloyd Stephens, Incidents of Travel in Central America, Chiapas, and Yucatan, y en la del viajero francés, el abate Brasseur de Bourbourg, Relations de choses du Yucatan, habiendo ambos recogido el material directamente del autor, durante sus respectivas estancias en Yucatán.
El obispo Carrillo y Ancona también publicó otro de los escritos importantes de Pío Pérez, el Juicio analítico del manuscrito maya de las épocas, que incluyó el religioso en su Historia Antigua de Yucatán.
Otros manuscritos de Juan Pío Pérez han quedado inéditos ya que el filólogo vivió a lo largo de muchos años en lugares rústicos e incomunicados y fue dejando su obra dispersa en tales localidades. Al cabo de los años se han hecho algunos esfuerzos de recopilación y publicación pero insuficientes para asegurar que la totalidad de la obra del sabio yucateco es conocida.